# Uccello di Saqqara

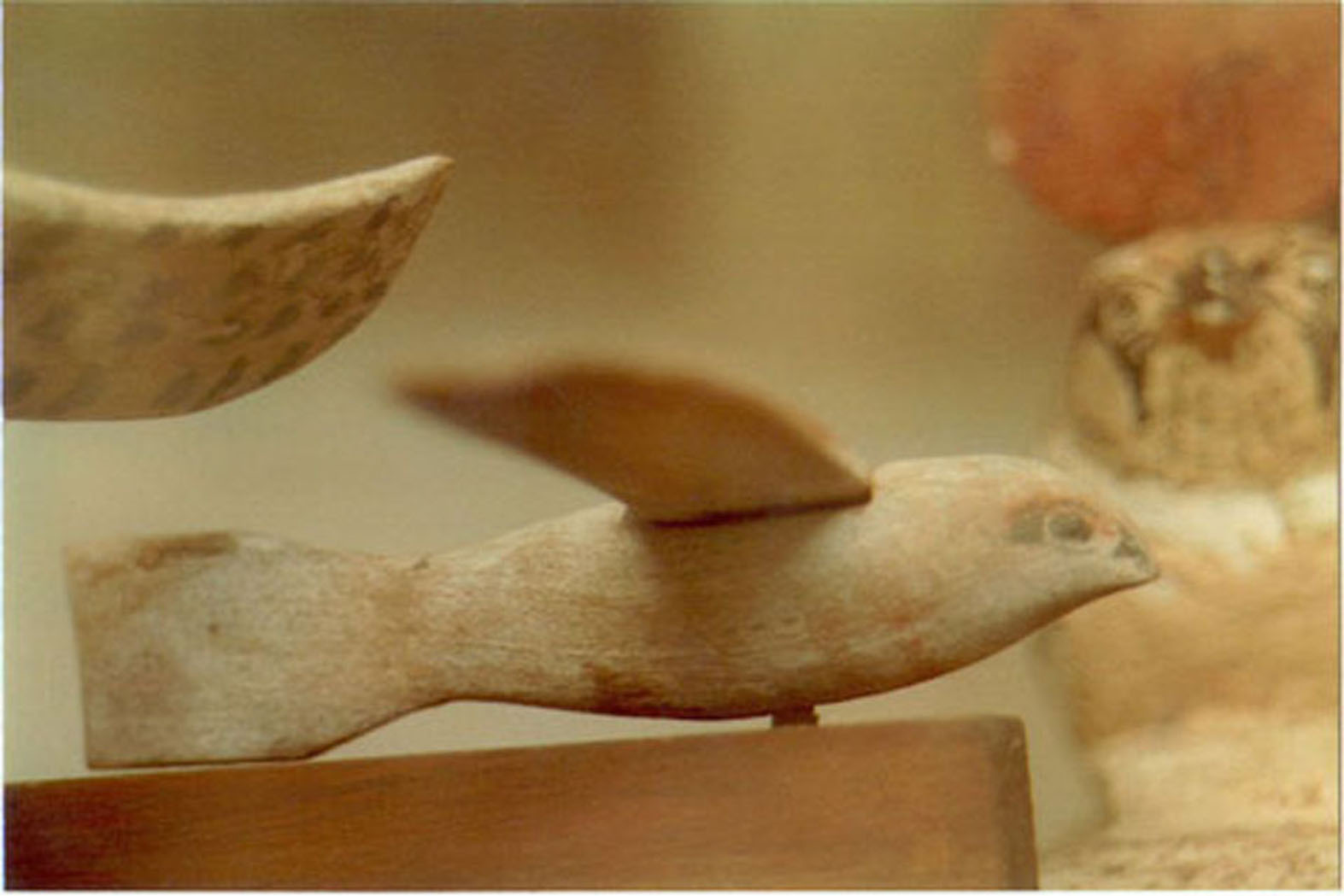
Vista laterale dell'uccello.

L'uccello di Saqqara è un artefatto a forma di uccello realizzato in legno di sicomoro, scoperto nel 1891 nello scavo della tomba di Pa-di-Imen, a Saqqara, in Egitto. Risale almeno al 200 a.C., e attualmente è esposto al Museo egizio del Cairo.
Per la sua forma, che ad alcuni ha ricordato un aliante, è stato chiamato aliante di Saqqara; secondo alcuni sostenitori dell'archeologia misteriosa è stato considerato un modello di aliante antecedente all'invenzione degli alianti, e dunque un OOPArt. Studi recenti hanno smentito questa ipotesi.

## Descrizione dell'oggetto
L'artefatto ha una lunghezza di 14,2 centimetri e un'apertura alare di 18,3 centimetri. Pesa 39,120 grammi. Sulla parte anteriore sono visibili il becco e gli occhi, e la coda è posta stranamente in verticale. Fra il corpo e la coda è possibile vedere una linea di demarcazione. Attualmente la pittura è scomparsa, ma è possibile che in origine fosse stato dipinto in modo da somigliare a un falcone (rimane solo una traccia di pittura, su un lato della coda).
Benché la coda sia alquanto diversa da quella della maggioranza delle rappresentazioni di uccelli dell'antico Egitto, quasi tutti gli egittologi sono concordi nel ritenere che si tratti della rappresentazione di un uccello dalle ali spiegate. Lo scopo invece è ancora sconosciuto. Potrebbe trattarsi di un oggetto cerimoniale: in questo caso l'oggetto ritrarrebbe un falcone (rappresentazione del dio Horus), oppure il ba egizio. La forma della coda ha suggerito che si possa trattare di una banderuola per il vento, forse collocata sulle barche sacre. Questa ipotesi sembrerebbe confermata da alcuni rilievi trovati nel Tempio di Khonsu a Karnak e datati al tardo Nuovo Regno, in cui si vedono banderuole simili  che ornano la cima dell'albero maestro di tre barche usate durante le feste di Opet.
Secondo altre interpretazioni potrebbe trattarsi di un giocattolo per bambini, o anche di un tipo particolare di boomerang.

## Controversie

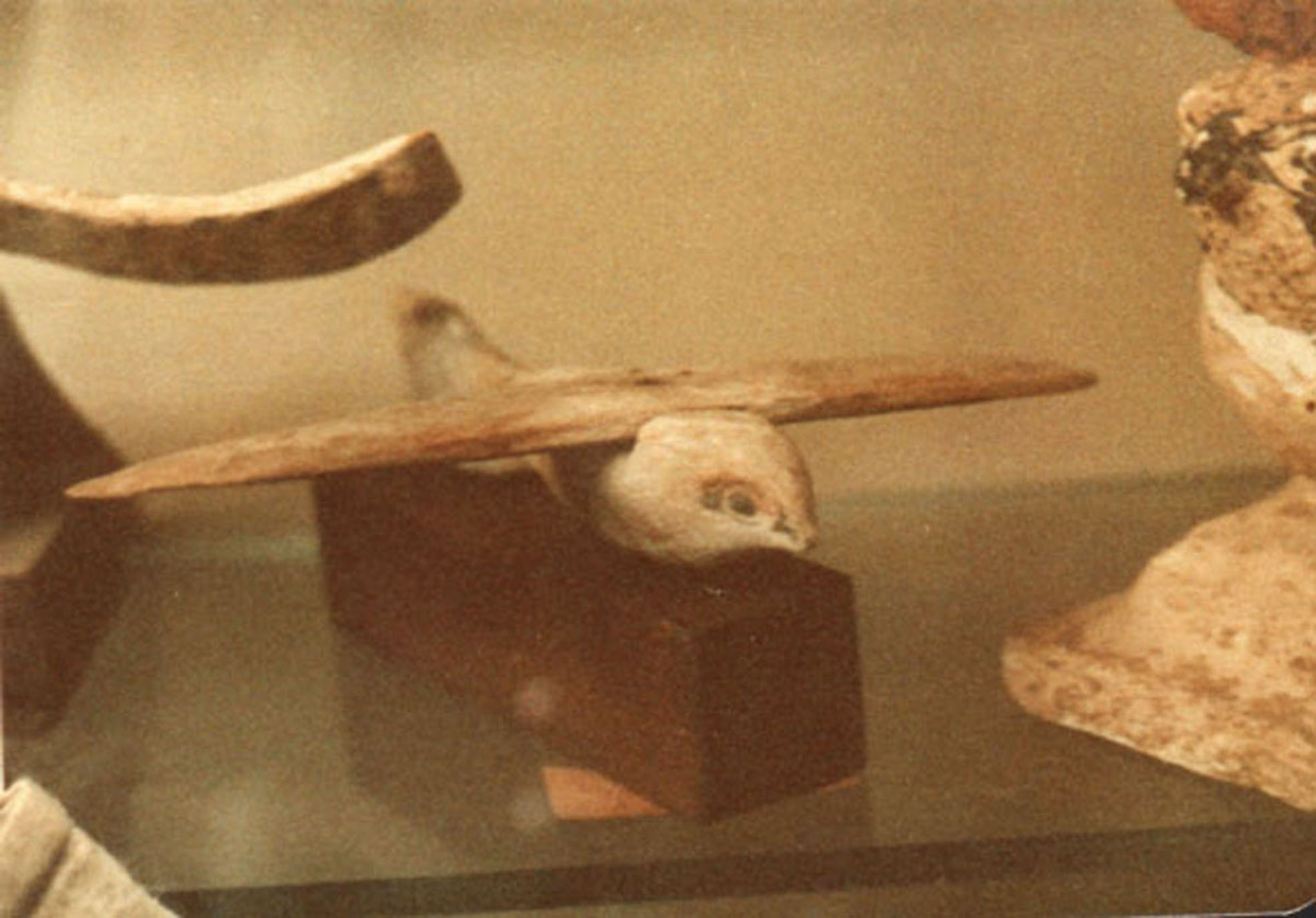
Vista frontale

Alcuni studiosi ed esponenti dell'archeologia misteriosa hanno avanzato l'ipotesi che possa trattarsi del modello di un aereo. Il primo ad aver avanzato questa ipotesi è stato il professor Khalil Messiha, professore di Anatomia artistica all'università di Helwan e membro dell'Egyptian Aeronautical club.
Messiha notò che erano assenti le zampe dell'uccello, e che non era visibile alcun intaglio che rappresentasse le piume. Inoltre nelle usuali rappresentazioni la coda dei volatili è orizzontale, mentre nell'artefatto era verticale. Ne dedusse che non poteva trattarsi della rappresentazione di un uccello, e che doveva trattarsi invece del "modellino di un monoplano originale, il quale doveva trovarsi ancora a Saqqara", segnalando che gli antichi Egizi erano soliti collocare nelle tombe modelli della loro tecnologia. Nel 1983, insieme ad altri studiosi, pubblicò le sue conclusioni nel giornale Blacks in Science.
Da allora l'aliante di Saqqara ha attirato l'attenzione di un pubblico considerevole, ed è stato considerato «tra i primi 10 OOPArts».
Sulla base di queste supposizioni, alcuni studiosi testarono la possibilità del modellino di volare. Il modellino sarebbe stato totalmente instabile, e non avrebbe mai potuto funzionare come un aliante. Messiha stesso riconobbe che il modellino avrebbe potuto funzionare solo nel caso in cui fosse stata presente una coda, ma suppose che fosse andata perduta. Lui stesso costruì un modello, di dimensioni maggiori rispetto all'originale e dotato di uno stabilizzatore orizzontale che gli avrebbe permesso di volare.
Il test conclusivo venne effettuato da Martin Gregorie, un disegnatore e costruttore di alianti con oltre 30 anni di esperienza. Ricostruì il modellino e lo dotò di una coda, per testarne le capacità di volo. Alla fine concluse che "l'uccello di Saqqara non avrebbe mai potuto volare. È totalmente instabile senza coda... Ma anche con la coda le sue performance di volo sono assolutamente deludenti", concludendo che «l'uccello di Saqqara era probabilmente un giocattolo per bambini o una banderuola per il vento».